# Stazione di Stoccarda Centrale
La stazione di Stoccarda Centrale (in tedesco Stuttgart Hbf) è la principale stazione ferroviaria della città tedesca di Stoccarda, capitale dello stato del Baden-Württemberg.
È il nodo principale della S-Bahn di Stoccarda. Situata nel distretto di Mitte essa è una delle 20 stazioni più importanti della rete ferroviaria nazionale.

## Storia

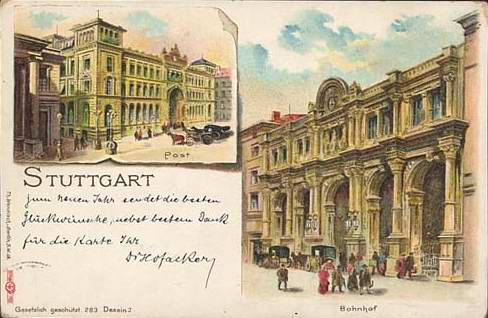
La stazione Centrale nel 1900

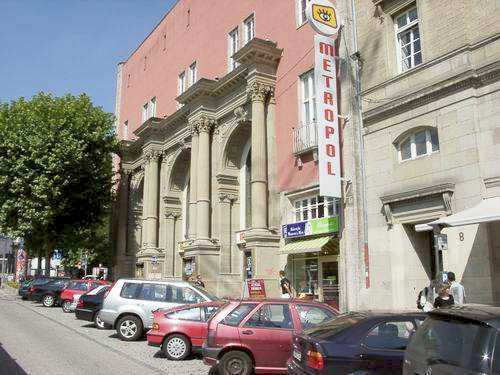
L'edificio della Centrale nel 2004

Il primo fabbricato viaggiatori della stazione venne costruito in funzione della Zentralbahn del Württemberg con le sue due diramazioni per Ludwigsburg e Esslingen. L'edificio era di legno e con una grande tettoia copriva i suoi 4 binari. Il 26 settembre del 1846 accolse il primo treno da Canstatt. Dal 1854 entrarono in funzione i collegamenti con Heilbronn, Bretten, Ulm e Friedrichshafen. Divenuto insufficiente al traffico attestatovi l'edificio venne ricostruito tra 1863 e 1867 con 8 binari annessi dagli ingegneri Klein, Morlok, e Abel con grandi tettoie ad arcata. Dal 1900 anche questa stazione era divenuta insufficiente.

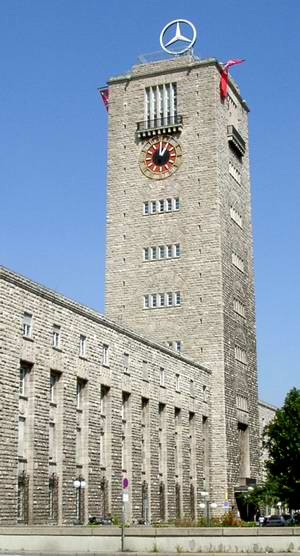
La torre della stazione di Stoccarda Centrale nel 2004

Nel 1910 le Reali Ferrovie dello Stato del Württemberg (Königlich Württembergischen Staats-Eisenbahnen o K.W.St.E.) indissero un bando di concorso per un progetto che fu vinto dagli architetti Bonatz e Scholer; la nuova stazione venne costruita tra 1914 e 1928 circa 500 m ad est sulla Arnulf Klett Platz.
L'edificio rimane una delle più importanti realizzazioni architettoniche della Germania meridionale.
Nel 1933 la stazione venne interamente elettrificata. La seconda guerra mondiale con i suoi bombardamenti a tappeto arrecò seri danni all'infrastruttura che alla fine del conflitto richiese parecchi anni per la sua ricostruzione. Il 20 agosto 1987 la costruzione ottenne il riconoscimento di monumento di significativa importanza culturale.

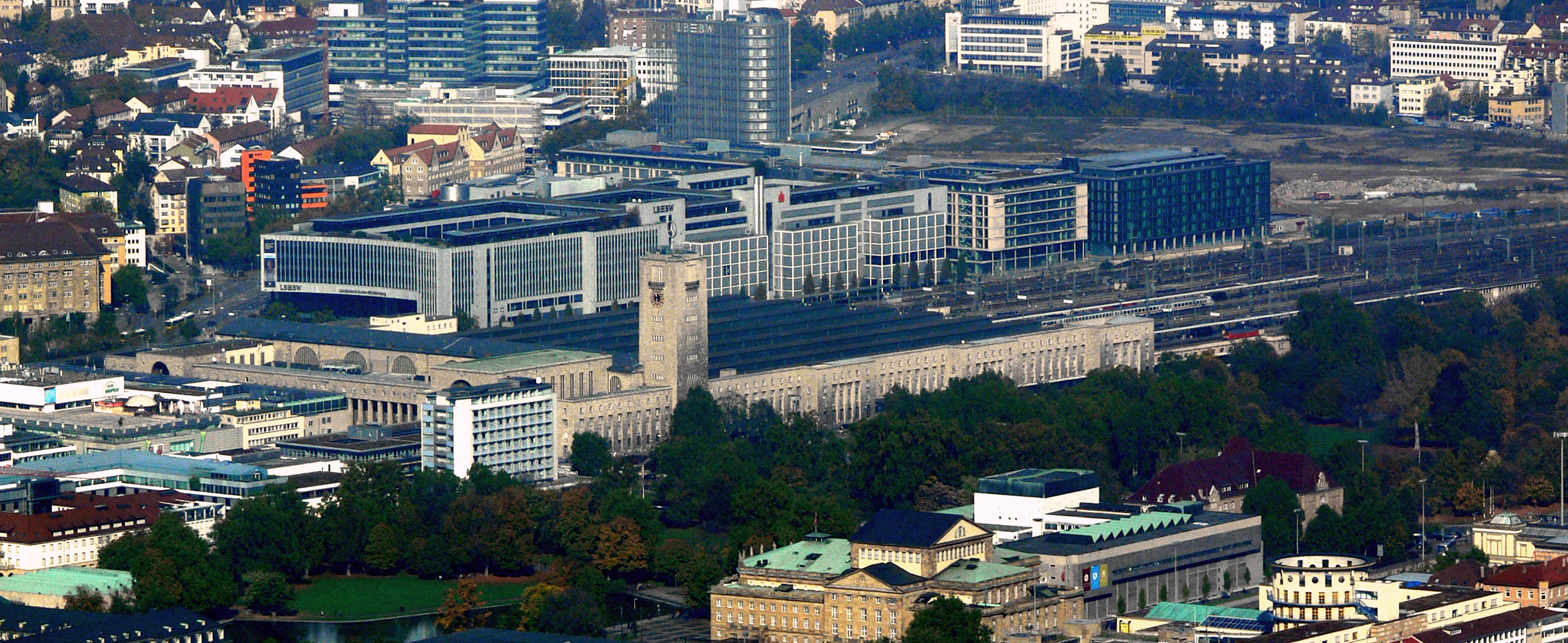
La stazione Centrale vista dalla torre TV

### Linee attestate nella stazione
La stazione di Stoccarda Centrale è oggi un nodo importante per le seguenti linee:
- Ferrovia AV Mannheim–Stuttgart per Mannheim
- Ferrovia Occidentale del Württemberg (Westbahn) per Mühlacker – Karlsruhe/Heidelberg
- Frankenbahn per Bietigheim-Bissingen – Heilbronn – Würzburg
- Ferrovia della Foresta Nera (Schwarzwaldbahn) per Leonberg – Weil der Stadt
- Murrbahn verso Backnang – Norimberga
- Remsbahn per Schorndorf – Aalen
- Filstalbahn per Plochingen – Göppingen – Ulma
- Ferrovia Neckar-Alb per Plochingen – Tubinga
- Gäubahn per Herrenberg – Rottweil/Freudenstadt - Singen

### Stazioni S-Bahn e Stadtbahn
Tra il 1971 e il 1978 è stata realizzata una galleria, sotto la stazione, con una stazione sotterranea per la Verbindungsbahn della rete S-Bahn di Stoccarda; quest'ultima è entrata in servizio il 1º ottobre 1978.
La stazione sotterranea a servizio della Stadtbahn di Stoccarda, denominata Hauptbahnhof (Arnulf-Klett-Platz), è entrata in funzione il 9 aprile 1976 ed è oggi utilizzata da 7 linee.
La stazione merci annessa è stata chiusa sia per la riduzione di traffico relativo che in vista della realizzazione del progetto Stuttgart 21.

## Stuttgart 21

Insieme delle connessioni previste dal progetto Stuttgart 21. Le linee ad alta velocità di nuova realizzazione sono in rosso, le nuove linee per la S-Bahn in verde

È un imponente progetto di riorganizzazione della rete ferroviaria, avente per epicentro la stazione di Stoccarda Centrale. Consiste nella demolizione di buona parte delle infrastrutture di superficie (compresa l'ala nord-est dell'edificio storico di Paul Bonatz), sostituite da nuove che prevedono l'uso intensivo del sottosuolo, la realizzazione di 57 km di linee ad alta velocità (di cui 30 km in galleria), tra cui la connessione diretta con l'aeroporto, più numerosi interventi nel tessuto urbano dell'area circostante. A lavori terminati, i 17 binari di testa in superficie saranno sostituiti da 8 passanti nel sottosuolo, orientati trasversalmente agli attuali.
Gli interventi previsti si inseriscono nel progetto a più ampia portata della linea ad alta velocità (250 km/h) Ausbaustrecke (NBS) Stuttgart–Wendlingen-Ulm-Augsburg, a sua volta tratto centrale del corridoio trans-europeo TEN-Projekt 17 - Magistrale für Europa (ora divenuto parte dell'asse 9 Corridoio Reno-Danubio) che unirà Parigi con Bratislava.
La fine dei lavori nel tratto tra Stoccarda e Ulma era inizialmente previsto nel 2020-2021, permettendo ai treni ad alta velocità un tempo di percorrenza di 28 minuti.
Il progetto Stuttgart 21 fu ufficialmente annunciato nel 1994. I lavori iniziarono il 2 febbraio 2010, con almeno 5 anni di ritardo in seguito all'intenso dibattito politico e alle proteste, anche a carattere violento, che continuarono fino all'esito di un referendum avvenuto il 27 novembre 2011. In tale consultazione, in cui veniva chiesto se lo Stato del Baden-Württemberg dovesse interrompere i finanziamenti, il 58,8℅ dei votanti si espresse contro l'interruzione, quindi a favore del progetto.
Nel marzo 2013 i costi totali stimati erano saliti a 6,5 miliardi di euro a fronte dei 4,5 stimati nel novembre 2009. A marzo 2018 i costi totali furono rideterminati a 8,2 miliardi di euro e la conclusione dei lavori a fine del 2025, quattro anni più tardi rispetto a quella annunciata all'avvio del cantiere nel 2010.
A giugno 2024 i costi totali stimati erano saliti a 11,45 miliardi di euro e la conclusione dei lavori a dicembre 2026.

### Esplicative
1. ↑  Abbreviazione di Stuttgart Hauptbahnhof, letteralmente "Stoccarda stazione principale".

### Bibliografiche
1. ↑  DB stazioni della Germania Archiviato il 1º giugno 2007 in Internet Archive.
2. ↑  (EN) David Haydock, Stuttgart 21—Why all the fuss?, in Today's Railways Europe, n. 178, ottobre 2010,  pp. 21-26.
3. 1 2  (EN) Deutsche Bahn backs Stuttgart 21 project despite cost increase, Railway-Technology, 13 marzo 2013. URL consultato l'11 marzo 2016 (archiviato dall'url originale il 25 gennaio 2019).
4. ↑  (DE) Vorläufiges Ergebnis der Volksabstimmung am 27.11.2011, su statistik-bw.de, Statistisches Landesamt Baden-Württemberg, 27 novembre 2011 (archiviato dall'url originale il 6 dicembre 2011).
5. ↑  (DE) Eisenbahn-Bundesamt genehmigt Fluchtwegekonzept für Stuttgart, in Stuttgarter nachrichten, 28 marzo 2018.
6. ↑  (EN) Patrick Rhys Atack, Stuttgart 21 confirms yet another setback, Railway Technology, 13 giugno 2024.